# باباي
باباي (بالإنجليزية: Popeye)‏ (تعني جاحِظ العينين) شخصية خيالية تظهر في الرسوم المتحركة وفي شريط القصص المصورة في الصحف والمجلات. ابتدع هذه الشخصية الأمريكي إلزي سيغار Elzie Crisler Segar . ظهرت الشخصية أول مرة في شريط الرسوم الهزلية في صحيفة كينغ فيتشر King Features في 17 يناير عام 1929.
تظهر شخصية باباي كبحار له طريقة مميزة في الكلام، يضع غليوناً في فمه، له ساعدان قويان، ويكتسب قوة خاصة عندما يتناول السبانخ له عدو لدود يدعى بلوتو وزوجة بباي تدعى زيتونة وفي بعض الحلقات يقدم بباي في نهايتها نصائح للأطفال.

## لماذا السبانخ؟
في نهاية القرن التاسع عشر قام أحد المختصين بكتابة مقال عن الخصائص الغذائية للسبانخ إلا أنه أخطأ في موضع الفاصلة العشرية لمحتوى عنصر الحديد في السبانخ فبدا وكأن محتواه يفوق أنواع الخضار الأخرى بعشرة أضعاف، فانتشرت تلك المعلومة الخاطئة بين الناس سريعاً على اعتبار أن السبانخ يمنح القوة فكانت الأمهات يحرصن على تناول أبنائهن لوجبات تتضمن السبانخ، لم يتم اكتشاف الخطأ إلا بعد عشر سنوات وكانت المعلومة الخاطئة قد انتشرت في العالم أجمع، ولم يلتفت معظم الناس إلى أن السبانخ يحتوى على عنصر الحديد بكمية تزيد بنسبة ضئيلة جداً عن أنواع الخضار الأخرى ولم تكن تشكل فرقاً حيث إن قابلية حصول جسم الإنسان على عنصر الحديد من الخضار محدودة وليست كقابليته مع اللحوم، فهذه الأسطورة المدنية صمدت أمام الحقائق العلمية، بعد مرور سنوات على ذلك ظهرت شخصية (باباي) الكارتونية الذي يستمد قوته الخارقة بمجرد تناوله للسبانخ.